# エリジオン
エリジオン（フランス語: élision）とは、連声形（日本語の連声とは異なる）の一種である。

## 解説
フランス語では、le, ce, ne, de, je, me, te, se, queのような、もともと発音されない場合も多い弱母音 e /ə/ を持つ短い代名詞、冠詞、接続詞などや la, siのような語が、次に母音、又は無音のhで始まる語が続くとき、発音上では母音 /ə/ が消滅し、文章においては母音字を省略してアポストロフに置き換わることがある。これは、母音同士の衝突による発音上の不都合を解消するためのものである。
- le enfant → l'enfant　男の子
- je aime → j'aime　私は～を愛する（～が好きだ）
- Que est-ce que ce est? → Qu'est-ce que c'est?　これは何ですか？

ただし si は、後ろに il, ils が来る場合のみ、s'il, s'ils となる。
また、「有音のh」で始まる語の前ではエリジオンしない。
- le héros

## 他言語の例
フランス語のエリジオン同様、連続する母音を発音し易くするために省略する現象は、下記事例の通り他の言語でも発生する。

### 日本語
1. 「笑ってる」
2. 「ピカピカ光ってます」

元来は「わらっている」「ひかっています」だが、「waratte iru」「hikatte imasu」の「i」の直前に「e」があるために省略され、「waratte ru」「hikatte masu」となる。なお例文2において、文末の「masu」の「mas」に近く発音する（母音uが無音化され、聞こえなくなるため、sで終わるように感じられる）件については「広義のエリジオン」を参照。

## 広義のエリジオン
エリジオン（elision）という用語は、他の言語に関しても引用形に存在している音素の消失（フランス語のように強制的ではない）という意味で、日本語では「脱落」という名称で用いられることがある。ここでは、エリジオンの対象が母音に限らないことに注意。

### 英語[2]
英語において、最も頻出する脱落は歯茎閉鎖音/t, d/である。例えば、 
- firstly /fə:rstli/→[fə:rsli]（/t/が脱落）
- hands /hǽndz/→[hǽnz]（/d/が脱落）

といったように、前後を子音で挟まれて、かつ前の子音と同じ音節に属する場合、挟まれた子音は脱落する。また、
- He stopped talking. [hi stɑ:p tɔ:kɪŋ]
- I was forced to do it. [aɪ wəz fɔ:s tə du: ɪt]

の“stopped”や“forced”のように、歯茎破裂音/t, d/が語末に来て、かつそれが屈折語尾〈-ed〉の発音として生じ、その後ろに子音が続く場合でも、脱落が起こる。
一方、歯茎破裂音/t, d/の脱落には例外も存在する。それは
- /lt/+子音（e.g. I felt sad. [aɪ felt sǽd]）
- /nt/+子音（e.g. front door [frʌnt dɔ:r]）

の/t/である。この/t/は脱落することは決してない。だが、この例外には更に例外が存在し、例えば、動詞にnotの短縮形が付く場合、/t/は脱落する。これは/t/の後ろが子音であっても、母音であっても生じる。特に、
- I couldn’t say. [aɪ kʊdn seɪ]
- I hadn’t known. [aɪ hǽdn neʊn]

の“couldn’t”や“hadn’t”のように、短縮形が2音節から成っているときに当てはまる。
また、このような表記はフォーマルな文章では用いられない点がフランス語と異なる。